# Флаг Чикаго
Флаг Чикаго — официальный флаг Чикаго, созданный Уоллесом Райсом и принятый в качестве официального весной 1917 года.

## Описание
Состоит из двух голубых горизонтальных полос на белом фоне, каждая из которых высотой в 1/6 всего флага и находится на таком же расстоянии от вершины и низа. Между двумя голубыми полосами 4 красные шестиконечные звезды образуют горизонтальный ряд. Полосы характеризуют географические особенности города, звезды символизируют исторические события, каждый из шести лучей отражает важные достоинства.
Североамериканская вексиллологическая ассоциация поставила флаг Чикаго на второе место из 150 флагов с результатом 9.03 по десятибалльной шкале, первое место занял флаг Вашингтона (округ Колумбия).

## Полосы
Три белые фоновые области флага представляют сверху вниз северную, западную и южную стороны города. Верхняя синяя полоса представляет озеро Мичиган и северный рукав реки Чикаго. Нижняя синяя полоса представляет южный рукав реки и «Великий Канал», проходящий через Чикагский порт. Светло-голубой цвет двух полос флага по-разному называют небесно-голубым или бледно-голубым; в статье 1917 года о выступлении дизайнера Уоллеса Райса он был назван «цветом воды».

## Звёзды
Четыре красные звезды на центральной белой полосе:
- Первая звезда — Форт Дирборн[англ.]. Нанесена на флаг в 1939 году. Шесть лучей символизируют транспорт, рабочую силу, торговлю, финансы, население и крепкое здоровье.
- Вторая звезда — Великий чикагский пожар 1871 года. Присутствовала на оригинальной версии флага 1917 года. Шесть лучей означают добродетели религии, образования, красоты, правосудия, благотворительности и гражданской гордости.
- Третья звезда — Всемирная Колумбовская выставка 1893 года. Присутствовала на оригинальном дизайне флага. 6 лучей символизируют принадлежность политическим объединениям, Чикаго был частью: Франции 1693, Великобритании 1763, Вирджинии 1778, Северо-Западных территорий 1789, Индианы 1802, и штата Иллинойс 1818.
- Четвёртая звезда — выставка Век Прогресса[англ.] (1933—1934). Нанесена в 1933. Лучи отражают почётные звания: 2-й крупнейший город США (после переписи 1990 года Чикаго стал третьим, уступив Лос-Анджелесу), девиз Чикаго по-латински (Urbs in horto — Город в саду), девиз Чикаго (I Will — Я буду делать), город возможностей, великий центральный рынок, удивительный город, город соглашения.

## История
В 1915 году мэр Уильям Хейл Томпсон назначил муниципальную комиссию под председательством старейшины Джеймса A. Кернса с целью создания флага. Среди членов комиссии были влиятельный промышленник Чарльз Дирлинг и художник-импрессионист Лоутон С. Паркер. Паркер попросил лектора и поэта Уоллеса Райса провести открытое соревнование на лучший дизайн флага. Отсмотрев тысячу вариантов, комиссия в итоге выбрала дизайн непосредственно Райса. 4 апреля 1917 рекомендацию комиссии принял муниципальный совет.

Флаг собрания NAVA 31, проходившего в Чикаго. Флаги собраний NAVA часто включают элементы, отражающие принимающий город.
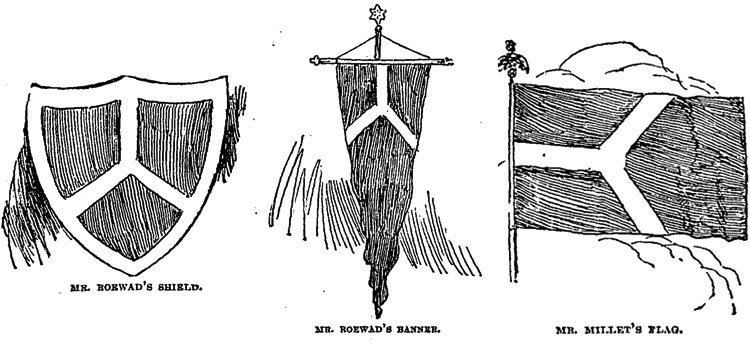
Эскизы флага с конкурса 1892 года. Этот дизайн в конечном итоге стал использоваться в муниципальном устройстве[7].
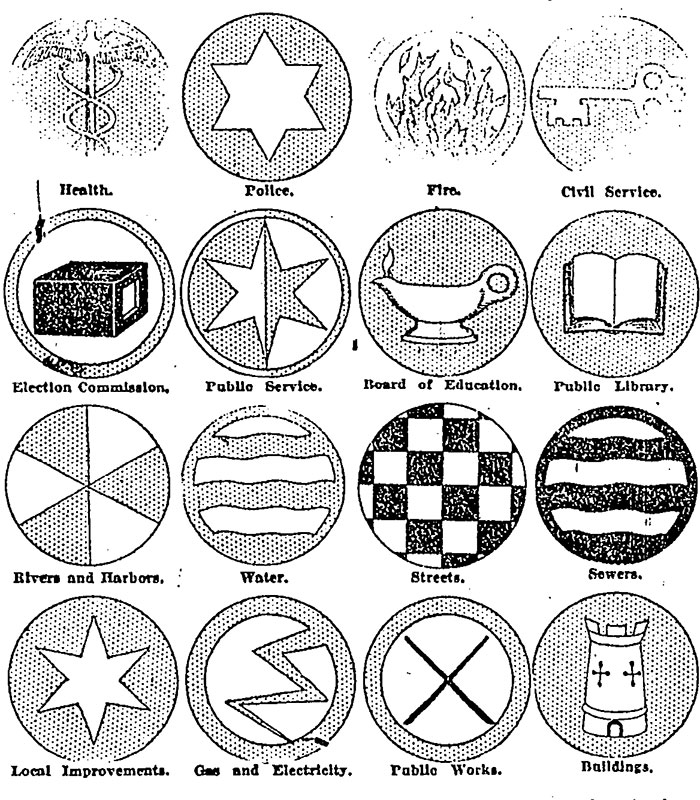
Двадцать три других заказанных значка, представляющих различные городские департаменты, которые могут быть размещены на флаге этого департамента[8].
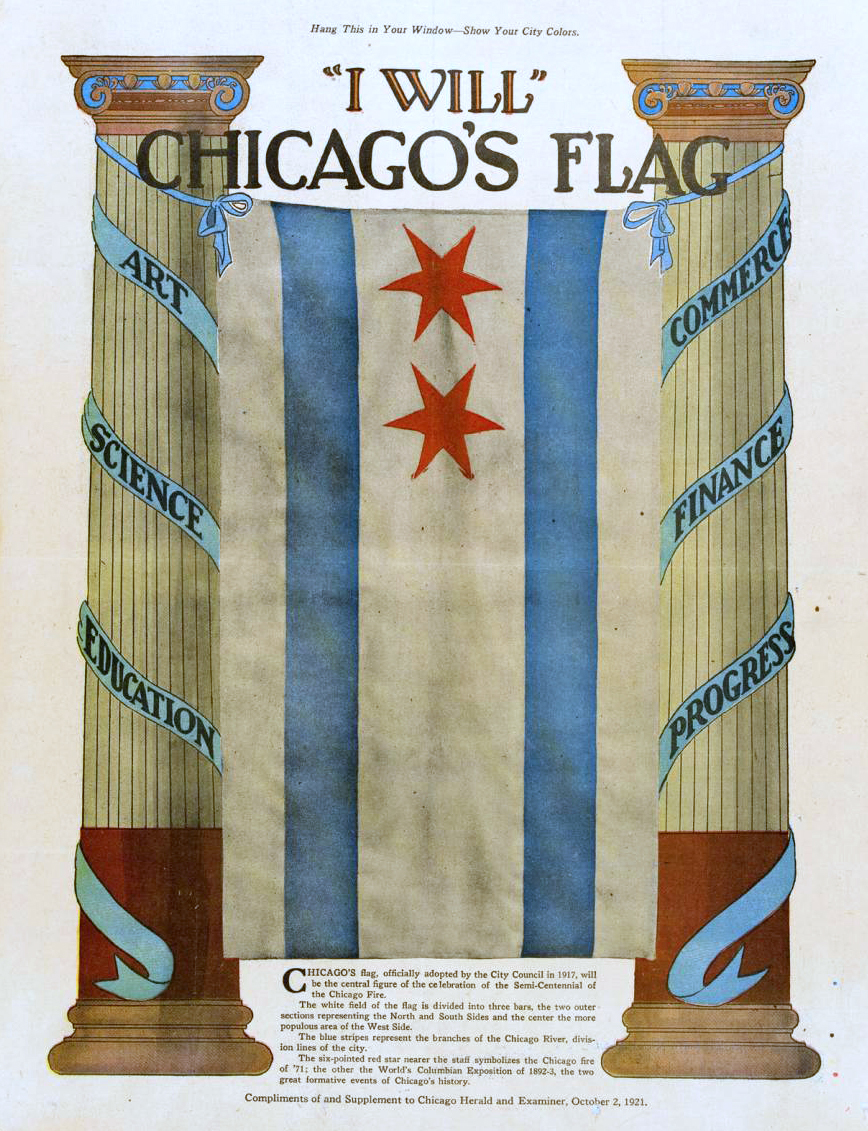
Флаг Чикаго с плаката 1917 года с девизом «Я буду»